# 阿爾發旗鱂
阿爾發旗鱂，為輻鰭魚綱鯉齒目鰕鱂亞目鰕鱂科的其中一種，為熱帶淡水魚，被IUCN列為瀕危保育類動物，分布於非洲加彭西北部淡水流域，體長可達43公分，棲息在森林覆蓋、沙底質的溪流底中層水域，生活習性不明。

## 擴展閱讀
維基物種上的相關：阿爾發旗鱂